# Phiale lehmanni
Phiale lehmanni là một loài nhện trong họ Salticidae.
Loài này thuộc chi Phiale. Phiale lehmanni được Embrik Strand miêu tả năm 1908.